# Valérie Benguigui
Valérie Benguigui (ur. 6 listopada 1965 r. w Oran w północno-zachodniej Algierii, zm. 2 września 2013 r. w Paryżu) – francuska aktorka filmowa i telewizyjna, reżyserka teatralna.
W 1984 roku uczęszczała na Cours Florent, a także brała udział w kursie aktorskim w Théâtre national de Chaillot. Na dużym ekranie debiutowała w roku 1986 w komedii Francisa Hustera Skradziony Charlie Spencer (On a volé Charlie Spencer) z Béatrice Dalle i Isabelle Nanty, a w telewizji wystąpiła w dwóch odcinkach serialu Pałac (Palace, 1988). W serialu France 2 Prawnicy i współpracownicy (Avocats et associés, 2001-2005) grała postać prawniczki Nadii Botkin. 
W 1992 r. debiutowała w sztuce Księżniczka Elis Moliera, wyreżyserowała także kilka spektakli Valérie Lemercier i one-woman-show Charlotte de Turckheim. 
Za rolę Élisabeth w komediodramacie Imię (Le prénom, 2012) została uhonorowana nagrodą Cezara w kategorii najlepsza aktorka drugoplanowa.
Była żoną Erica Waplera, aktora i dyrektora restauracji, którego poznała na Cours Florent. Mają dwóch synów: Césara i Abrahama. 
2 września 2013 zmarła na raka piersi w wieku 47 lat. Pogrzeb odbył się 6 września 2013 r. na Cmentarzu Montparnasse, w obecności wielu osobistości filmowych.

## Wybrana filmografia

### Filmy fabularne
- 1986: Skradziony Charlie Spencer (On a volé Charlie Spencer) jako kochanka
- 1997: Prawo w ścianie (Droit dans le mur)
- 1997: Czy ja mógłbym cię okłamać? (La vérité si je mens!)
- 1998: Podróż do Paryża (Le voyage à Paris)
- 2000: Wielki świat  (Jet Set) jako Baronowa
- 2004: Wielka rola (Le grand rôle) jako Viviane
- 2004: Rola życia (Le rôle de sa vie) jako Hélène, przyjaciółka Claire
- 2005: Zostańmy przyjaciółmi (Je préfere qu'on reste amis) jako Eva
- 2006: Jesteś taka piękna (Comme t'y es belle!) jako Alice
- 2006: Selon Charlie jako Matka Charliego
- 2007: Życie artysty (La Vie d'artiste) jako Solange, żona Bertranda
- 2007: Dwa życia plus jedno (Deux vies plus une) jako Valentine
- 2008: Baby Blues jako France Laud
- 2009: Safari jako Magalie
- 2010: Włoskie (L'Italien) jako Helene
- 2011: Rodzina Tuche (Les Tuche) jako Claudia
- 2012: Imię jako Elisabeth

### Seriale TV
- 1988: Pałac (Palace) jako Dziewica / Klientka / Louise
- 2000: Scenarios sur la drogue
- 2005: Kaamelott jako Prisca, wróżka / Pytia
- 2001-2005: Prawnicy i współpracownicy (Avocats et associés) jako Nadia Botkine